# Łojotok
Łojotok – nadmierne wydzielanie łoju wytwarzanego przez gruczoły łojowe na powierzchnię skóry. Występuje w łojotokowym zapaleniu skóry, a także łojotokach dziecięcych.

## Objawy
Powoduje szybkie przetłuszczanie się włosów, żółtawą i lśniącą skórę twarzy, skłonność do takich chorób łojotokowych jak łupież łojotokowy i łojotokowe zapalenie skóry. Skłonność do łojotoku jest cechą genetyczną ale też zależy w pewnej mierze od wpływu hormonów płciowych (niekorzystny wpływ androgenów i progesteronu, korzystny estrogenów). Z tego względu łojotok jest szczególnie nasilony w okresie pokwitania i przekwitania, przy zaburzeniach hormonalnych i przemiany materii.
Zimno nasila produkcję łoju, ekspozycja na słońce – zmniejsza ją. Istnieją sprzeczne zdania na temat, czy chemiczny skład łoju i ewentualne zmiany jego składu mają wpływ na łojotokowe choroby skóry. Łojotok dotyczy skóry głowy owłosionej (wspomniany już łupież łojotokowy) i skóry gładkiej głównie w okolicy czoła, nosa i okolicy międzyłopatkowej pod postacią trądziku pospolitego i trądziku różowatego.
Łojotok jest to zwiększona czynność gruczołów łojowych. Wydzielanie i wytwarzanie łoju podlega wpływom fizjologicznym.
Pierwsze nasilenie pracy gruczołów łojowych obserwuje się w okresie niemowlęcym, następne zaś w okresie dojrzewania płciowego. Wówczas też mogą wystąpić pierwsze objawy trądzika pospolitego.
Na regulację wydzielania łoju mają wpływ następujące czynniki:
- nadmiar androgenów,
- niedobór witaminy A (jej brak zwiększa skłonność do rogowacenia ujść mieszków włosowych),
- niedobór witaminy E (witamina utrudnia proces utleniania nienasyconych kwasów tłuszczowych),
- niedobór witaminy B2 (ryboflawina – reguluje procesy przemiany komórkowej i rogowacenia) i PP (kwas nikotynowy – wpływa na przemianę wodną w skórze,  proces utleniania, rozszerza naczynia krwionośne, zapobiega zatruciom przy stosowaniu antybiotyków, ma działanie światłoodczulające),
- niedobór witaminy C:
  - uszczelnia naczynia krwionośne,
  - wzmaga odporność organizmu,
  - reguluje czynność wydzielniczą,
  - działa przeciwalergicznie; tzn. uszczelnia śródbłonek naczyniowy,
  - poprawia czynność tkanki łącznej,
  - jest niezbędny do właściwej regeneracji kolagenu,
  - wykazuje również działanie synergiczne, tj. potęgujące,
  - reguluje działanie witaminy E.

## Leczenie
Łojotok można leczyć:
- witaminami,
- hormonalnie,
- dietetycznie – dieta powinna zawierać duże ilości białka, witamin, soli mineralnych, należy ograniczyć spożycie tłuszczów i cukrów oraz unikać ostrych przypraw, używek, słodyczy,
- klimatycznie – spacery, gimnastyka na świeżym powietrzu, higieniczny tryb życia,
- miejscowo.

Jeśli zmiany spowodowane łojotokiem występują nie tylko na twarzy, ale także na dekolcie, ramionach i plecach, to można polecić jeden z najstarszych sposobów pielęgnacji, jakim jest kąpiel ziołowa. W tym celu można użyć naparu z rumianku, łopianu, dziurawca, podbiału, rozmarynu, skrzypu, tymianku, nagietka i szałwii. Odpowiednia dieta, odpoczynek, przebywanie na świeżym powietrzu, właściwe dotlenienie, wyeliminowanie stresów, niepalenie papierosów itp. mają duży wpływ na ogólną poprawę cery pacjenta.

## Klasyfikacja ICD10
| kod ICD10     | nazwa choroby                           |
| ------------- | --------------------------------------- |
| ICD-10: L21   | Łojotokowe zapalenie skóry              |
| ICD-10: L21.0 | Łojotok głowy                           |
| ICD-10: L21.1 | Dziecięce łojotokowe zapalenie skóry    |
| ICD-10: L21.8 | Inne łojotokowe zapalenie skóry         |
| ICD-10: L21.9 | Nieokreślone łojotokowe zapalenie skóry |